# 横田インターチェンジ
横田インターチェンジ（よこたインターチェンジ）は、石川県七尾市中島町谷内にあるのと里山海道（法律上は能越自動車道との重複区間）のインターチェンジである。
かつて穴水側にあった横田本線料金所（よこたほんせんりょうきんじょ）についても本稿で述べる。

## 歴史
- 1978年（昭和53年）11月1日 - 能登半島縦貫有料道路の当IC - 此木IC（現在の穴水IC）間が開通、供用開始[1][2][3][4]。
- 1980年（昭和55年）3月29日 - 徳田大津IC - 当IC間が開通[3][5][6]。
- 1982年（昭和57年）
  - 9月13日 - 路線名を「能登有料道路」に変更[3]、同道路のインターチェンジとなる。
  - 11月17日 - 能登有料道路の柳田IC - 徳田大津IC間が開通[3][7][8]、これに伴い能登有料道路が全線開通[3]。
- 2007年（平成19年）
  - 3月25日 - 同日発生した能登半島地震により、当ICを含む柳田IC - 穴水IC間が通行止となる[9][10]。
  - 4月20日 - 徳田大津IC - 当IC間の通行止を解除[9][11]。
  - 4月27日 - 当IC - 穴水IC間の通行止を解除[9][12][13]。
- 2013年（平成25年）3月31日 - 能登有料道路が無料化されたことに伴い、当IC以南の区間がのと里山海道となる[3]。これに伴い、料金所も廃止。

## 接続道路
- 直接接続：七尾市道
- 間接接続：石川県道23号富来中島線

## 横田本線料金所（現在は廃止）

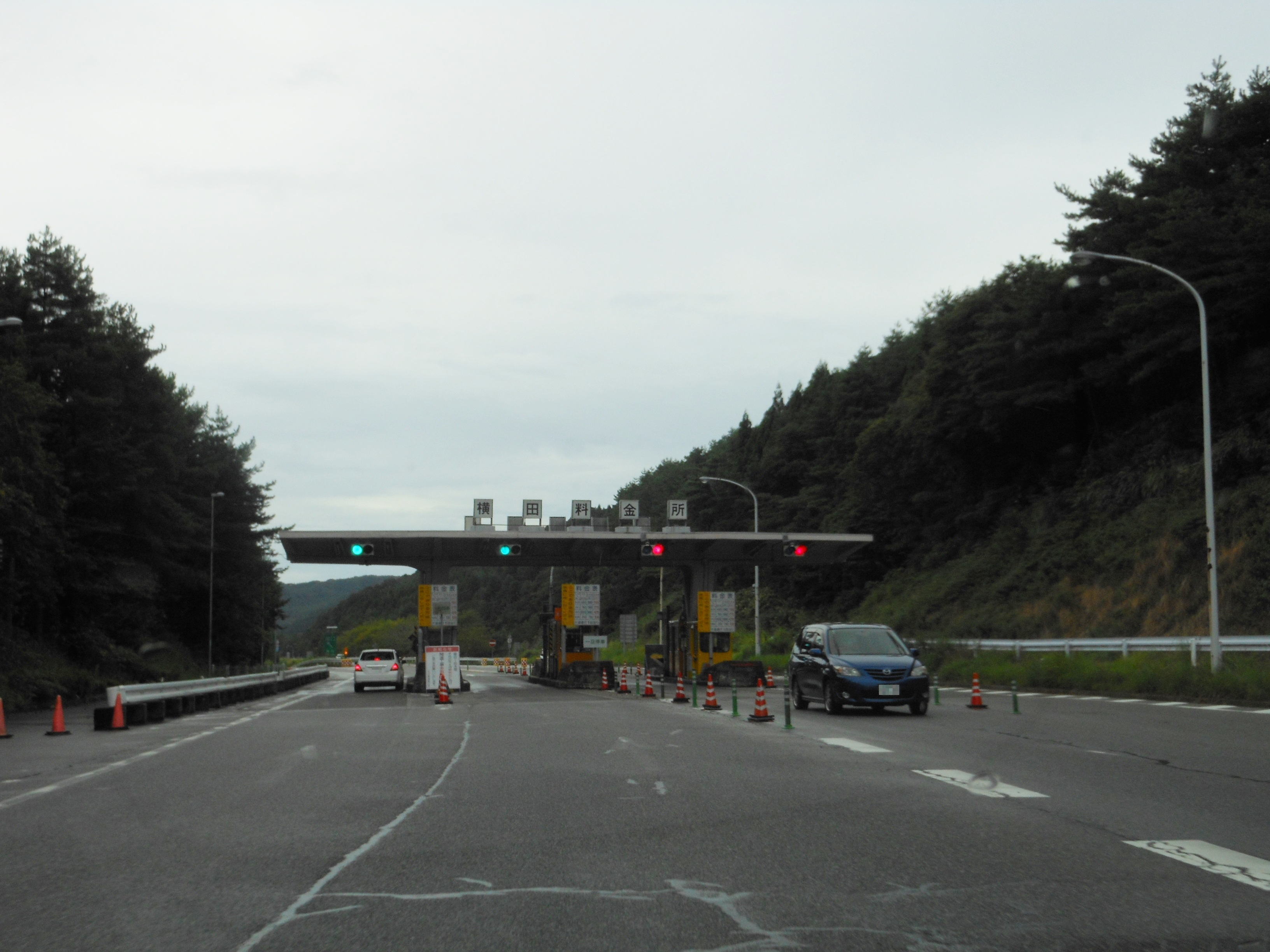
横田本線料金所（2012年）

- ETCやクレジットカードでは精算できない。（かつて道路関係四公団が発行していたハイウェイカードも利用できなかった。）
- 徳田大津IC - 穴水IC間の料金を支払う。
  - 徳田大津IC - 穴水IC（徳田大津IC起算）[14]
普通車 - 460円、大型車I - 740円、大型車II - 1,680円、軽自動車等 - 310円
- 穴水方面の横田IC出入りの場合、本線料金所で「ここで降ります」（または「ここから乗りました」）と自己申告しなければならない。自己申告しなかった場合、徳田大津IC - 穴水ICを通行したものと見なされ、上記の料金を支払うことになる[要出典]。
  - 徳田大津IC - 横田IC（徳田大津IC起算）[14]
普通車 - 200円、大型車I - 320円、大型車II - 680円、軽自動車等 - 150円
  - 穴水IC - 横田IC（穴水IC起算）[14]
普通車 - 260円、大型車I - 420円、大型車II - 1,000円、軽自動車等 - 160円
- 上記とは別に、金沢方面に向かう際、「金沢まで」（または「全線」、「内灘まで」）と係員に言えば、上棚矢駄・今浜・内灘の各料金所の通行券（3枚1綴り）が、「白尾まで」と係員に言えば、上棚矢駄・今浜・白尾の各料金所の通行券（3枚1綴り）が、それぞれ購入できる。これらの区間を通して利用する場合、この方法で購入すると、各料金所を通行する際、事前に金銭を用意する手間を省くことができるが、料金自体は各料金所で支払う料金と同額である（無割引）[要出典]。
  - 穴水IC - 粟崎IC（全線）[14]
普通車 - 1,180円、大型車I - 1,770円、大型車II - 4,210円、軽自動車等 - 830円
  - 穴水IC - 白尾IC[14]
普通車 - 1,060円、大型車I - 1,560円、大型車II - 3,680円、軽自動車等 - 730円

本線（金沢方面）
- レーン数:2
  - 一般:2

本線（穴水方面）
- レーン数:2
  - 一般:2

入口（金沢方面）
- レーン数:1
  - 一般:1

出口（金沢方面）
- レーン数:1
  - 一般:1

## 周辺
- 能登中島祭り会館
- 能登演劇堂
- 道の駅なかじまロマン峠
- のと鉄道七尾線 能登中島駅・西岸駅

## 隣
E41 のと里山海道（法律上は能越自動車道との重複区間）
徳田大津IC - 横田IC - 別所岳SA - 越の原IC